# Ефект на кобрата
Ефектът на кобрата се получава, когато решението на някакъв проблем допълнително влошава проблема, като вид непреднамерено последствие. Терминът се използва да илюстрира причините за некоректна употреба на икономически или политически стимули.

## Произход на понятието
Терминът „Ефект на кобрата“ произлиза от един анекдот, датиран към времето на британското управление на колониална Индия. Британското правителство е загрижено за огромния брой отровни змии, кобри, в град Делхи. В отговор правителството предлага награда за всяка донесена мъртва кобра. Първоначално това се оказва успешна стратегия и множество змии биват избити за наградата. Впоследствие обаче предприемчиви хора започват специално да отглеждат кобри като източник на приходи. Когато правителството разбира за измамата, програмата за изплащане на награди е спряна, което кара развъдчиците на кобри да пуснат на свобода вече ненужните им влечуги. В резултат, популацията на диви кобри нараства още повече. Очевидното решение на проблема се оказва, че го задълбочава.

## Ефект на плъха
Сходен инцидент се случва в Ханой, Виетнам, по време на френско колониално господство. Колониалният режим създава програма за изплащане на награда за всеки убит плъх. За да получат наградата, хората трябвало да представят отрязаната опашка на плъха. Колониалните служби обаче в един момент започват да забелязват из Ханой да бродят плъхове с отрязани опашки. Местните започнали да ловят плъхове, да режат опашките им и да ги пускат обратно в каналите, за да продължат да се размножават и така да увеличават източника на приходи на ловците.
Историкът Майкъл Ван изтъква, че докато примерът с кобрите по време на Британска Индия е анекдотичен и не може да се докаже, случаят с виетнамските плъхове е достоверен, поради което терминът „ефект на кобрата“ трябва да се промени на „ефект на плъха“.